# Jazmin Grace Grimaldi
Jazmin Grace Grimaldi, nascida Jazmin Grace Rotolo (Palm Springs, 4 de março de 1992) é a mais velha de dois conhecidos filhos fora do casamento do príncipe reinante Alberto II de Mônaco. Sua mãe é Tamara Rotolo.
Os seus avós paternos são o príncipe reinante Rainier III, Príncipe de Mônaco e a famosa princesa Grace Kelly, Princesa Consorte de Mônaco.

## Origem
Sua mãe, Tamara Rotolo, era uma garçonete que estava visitando a Riviera Francesa em julho de 1991 e que conheceu o até então príncipe Alberto, Príncipe Herdeiro de Mônaco em um torneio de tênis. Eles tiveram um caso amoroso de duas semanas. Quando Tamara soube que estava grávida, ela procurou Albert, que estava disposto a ajudá-la, até o seu pai, o príncipe reinante Rainier III, Príncipe de Mônaco, cessar todos os contatos. Rainier III estava particularmente perturbado pelo fato da menina ter recebido o nome de sua esposa, a famosa princesa consorte Grace Kelly.
Somente em 1º de junho de 2006, o príncipe Alberto II de Mônaco confirmou publicamente a paternidade de Jasmin, alegando que ele queria proteger a sua identidade até que ela obtivesse maioridade. Grimaldi é a meia-irmã mais velha de Alexandre Grimaldi-Coste e dos dois filhos legítimos do Príncipe Albert, a Princesa Gabriella e o Príncipe Hereditário Jacques .

## Casa de Grimaldi e meios-irmãos famosos
Pelo lado do seu pai, Jasmin é ligada diretamente por sangue a família principesca monegasca da Casa de Grimaldi. Sendo uma sobrinha de sangue da princesa Carolina do Mónaco e da princesa Stéphanie de Mônaco.
Por parte de pai, tem um meio-irmão caçula: Alexandre Coste (nascido em 2003), e outros dois meios-irmãos caçulas (também por parte de seu pai): a princesa Gabriela, Condessa de Carladès e o príncipe Jaime, Príncipe Herdeiro do Mónaco (gêmeos, nascidos em 2014).

## Educação
Formada pela Universidade Fordham da cidade de Nova York, ela estudou Teatro e Negócios Internacionais com ênfase em Assuntos Humanitários. Ela se formou na Fordham em maio de 2014.
Logo após sua graduação na Fordham, ela continuou como consultora no Programa Mundial de Alimentos das Organização das Nações Unidas, enquanto continuava os seus estudos de atuação no Conservatório Stella Adler (também na cidade de Nova York) e classicamente treinava em voz.

## Direitos e linha de sucessão ao trono monegasco
Por ter nascido fora de um casamento e por seus pais biológicos depois não terem se casado oficialmente também, Jazmin não ocupa uma posição na linha de sucessão ao trono monegasco, assim como o seu meio-irmão paterno mais novo Alexandre Coste.
Mesmo assim, Jazmin aparece com frequência em eventos oficiais organizados pela família principesca monegasca.
Em 26 de outubro de 2006, o seu pai (o príncipe reinante Alberto II de Mônaco) deu uma entrevista inédita ao apresentador da televisão Larry King dos Estados Unidos, durante a qual disse que apesar de Jasmin não estar na linha de sucessão ao trono monegasco oficialmente, ela é cuidada financeiramente. A Jazmi também é oficialmente uma das herdeiras (ao lado dos seus três meios-irmãos paternos) da fortuna pessoal do príncipe soberano Alberto II de Mônaco, estimada em mais de um bilhão de dólares.